# الگریت دو پیایو
الگریت دو پیایو (به پرتغالی: Alegrete do Piauí) یک سکونتگاه مسکونی در برزیل است که در پیاوی واقع شده‌است.